# Natuurreservaat Orrskärsgrundet-Orrskärsrevet
Het Natuurreservaat Orrskärsgrundet-Orrskärsrevet is een Zweeds natuurreservaat, dat ligt in de Kalix-archipel. Het wordt sinds 1997 gevormd door Orrskärsgrundet, Orrskärsrevet en een naamloos eilandje.
Op de eilanden broeden tal van vogels, waaronder de grauwe gans en dwergmeeuw. Orrskärsrevet mag van 1 mei tot 31 juli niet benaderd worden (minimale afstand 200 meter). Het natuurreservaat bestaat grotendeels uit water, van de totale 36,7 hectare is 33,3 zee. 